# Alicia Márquez
 Alicia Márquez , cuyo verdadero nombre era Alicia Rossi (Buenos Aires, 1932-ibídem, 4 de septiembre de 2004), fue una actriz y vedette argentina.

## Carrera profesional
Tenía una figura escultural y un bello rostro y debutó como bailarina a fines de la década de 1940 en la boîte Embassy. Posteriormente trabajó en género en el Teatro Maipo y, más adelante, se radicó en España con su esposo, el músico Jack del Río, actuando en los principales escenarios madrileños. Ya con un nombre en el género fue primera vedette del Folies Bergère de París entre 1954 y 1957. También actuó en salas de Los Ángeles, Miami y Las Vegas.
De regreso en Argentina, en el Teatro Maipo, encabezó la revista "¡La que le espera, Excelencia" (1958) junto a Nélida Roca, Fanny Navarro y Ethel Rojo, y el espectáculo "Hay que cambiar los botones", con Pepe Arias, Alfredo Barbieri y Don Pelele (1960). Al año siguiente mostró sus dotes para la comedia en "Cara y ceca", de Gabriel Arout en el Teatro Cómico junto a Luis Sandrini y Olinda Bozán.
En cine se inició en Trompada 45 (1953) junto a Los Cinco Grandes del Buen Humor, filmó más adelante algunas películas en el exterior y, ya de vuelta en Argentina, lo hizo en Había una vez un circo (1972).
En 1988 fue noticia en los gráficos debido a que fue asaltada, torturada, maniatada y golpeada a lo largo de cinco horas por un sujeto que ingreso a su departamento en Demaría. Además le robó una importante suma de dinero y joyas que tenía en su casa. Cuando el delincuente abandonó el lugar la ex vedette pidió ayuda a sus vecinos y fue trasladada en ambulancia  a una clínica donde, posteriormente, fue dada de alta. Luego se alojó en la casa de su amiga, la actriz Aída Luz. 
Falleció en Buenos Aires el 4 de septiembre de 2004 como consecuencia de una crisis cardíaca a los 72 años. En sus últimas apariciones públicas participó de una cena evento organizada por Susana Rubio, donde concurrieron otras grandes vedettes como Juanita Martínez, Argentinita Vélez, Ana María "Cachito", Cielito y los bailarines Víctor Ayos y Mónica Crámer. Su marido fue un notable músico de bongó.

## Filmografía
Actriz
- Había una vez un circo    (1972).........................Carla Villafañe
- Le sette vipere: Il marito latino    (1964)
- El mujeriego    (1963)
- Viktor und Viktoria (1957) .... Tänzerin
- Trompada 45    (1953)